# アルバート・ハンドコック (第5代カースルメイン男爵)

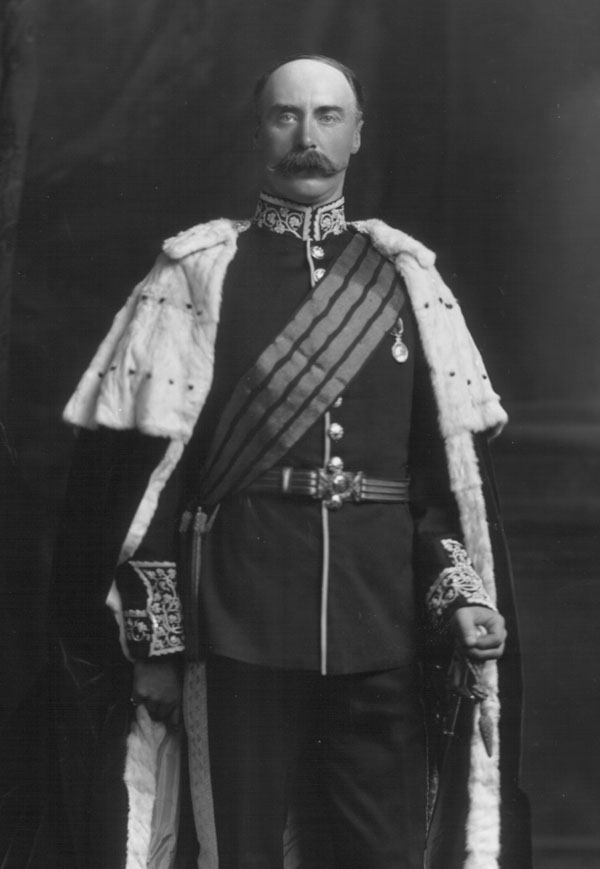
第5代カースルメイン男爵、1902年11月26日撮影、ヴィクトリア&アルバート博物館所蔵。

第5代カースルメイン男爵アルバート・エドワード・ハンドコック（英語: Albert Edward Handcock, 5th Baron Castlemaine、1863年3月26日 – 1937年7月6日）は、イギリスの貴族、政治家。保守党に所属し、1898年から1937年までアイルランド貴族代表議員を務めた。

## 生涯
第4代カースルメイン男爵リチャード・ハンドコックと妻ルイーザ・マティルダ（Louisa Matilda、旧姓ハリス（Harris）、1836年2月10日 – 1892年1月31日、第2代ハリス男爵ウィリアム・ハリスの娘）の次男（長男リチャード・テンプルは生後5か月で夭折）として、1863年3月26日にアスローンのイースト・ヒル（East Hill）で生まれた。イートン・カレッジで教育を受けた後、1881年10月14日にオックスフォード大学クライスト・チャーチに入学、1885年にB.A.の学位を修得した。
1884年2月27日、ロイヤル・イニスキリング・フュジリアーズ（Royal Inniskilling Fusiliers）第4大隊の中尉に任命された。1891年1月17日に辞任した。
1892年4月26日に父が死去すると、カースルメイン男爵位を継承した。
1898年にアイルランド貴族代表議員に選出され、1937年に死去するまで務めた。貴族院では保守党に属した。
ウェストミーズ県の治安判事を務めたほか、1899年5月26日にウェストミーズ統監に任命され、1922年にアイルランド自由国が成立するまで務めた。
1937年7月6日に死去、弟ロバート・アーサーが爵位を継承した。

## 家族
1895年9月25日、アニー・イーヴリン・バリントン（Annie Evelyn Barrington、1873年4月17日 – 1955年11月14日、ジョセフ・トマス・バリントン大佐の娘）と結婚、1女をもうけた。
- イーヴリン・コンスタンス（1897年12月3日[7] – 1984年[8]） - 1925年5月19日、サー・チャールズ・ヘンリー・ガードナー（英語版）（1898年3月20日 – 1983年2月22日）と結婚[9]